# Pas de vehicles

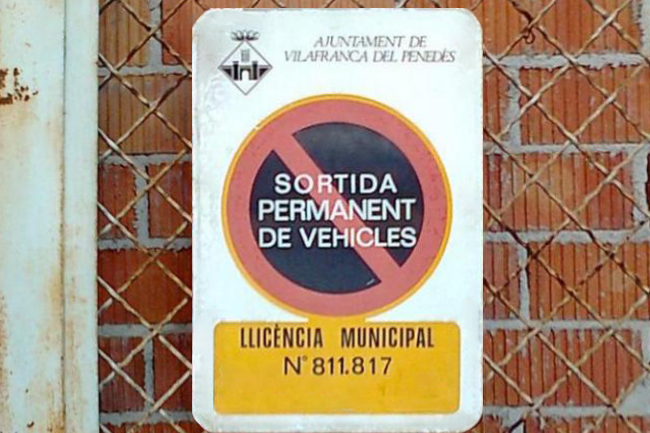
Senyal típic de Vilafranca del Penedès que indica la prohibició permanent d'aparcar en un pas de vehicles.

Un Pas de vehicles, a vegades anomenat gual de vehicles calcant el paral·lelisme que fa el castellà amb el gual d'un riu (en castellà vado) és un tram de vorera en el qual es permet l'entrada i sortida de vehicles des de la calçada fins a la línia de façana.

## Normativa
Cada municipi pot regular els passos de vehicles a través de les ordenances municipals.
L'ajuntament pot expedir al sol·licitant una llicència per a permetre l'entrada i sortida de vehicles a qualsevol hora del dia tots els dies de l'any. Aquesta llicència només dona dret a passar per la vorera, mai a aparcar-hi.
Si un vehicle bloca el pas, l'interessat pot exigir a l'Ajuntament que el retiri amb una grua remolc.

## Senyalització

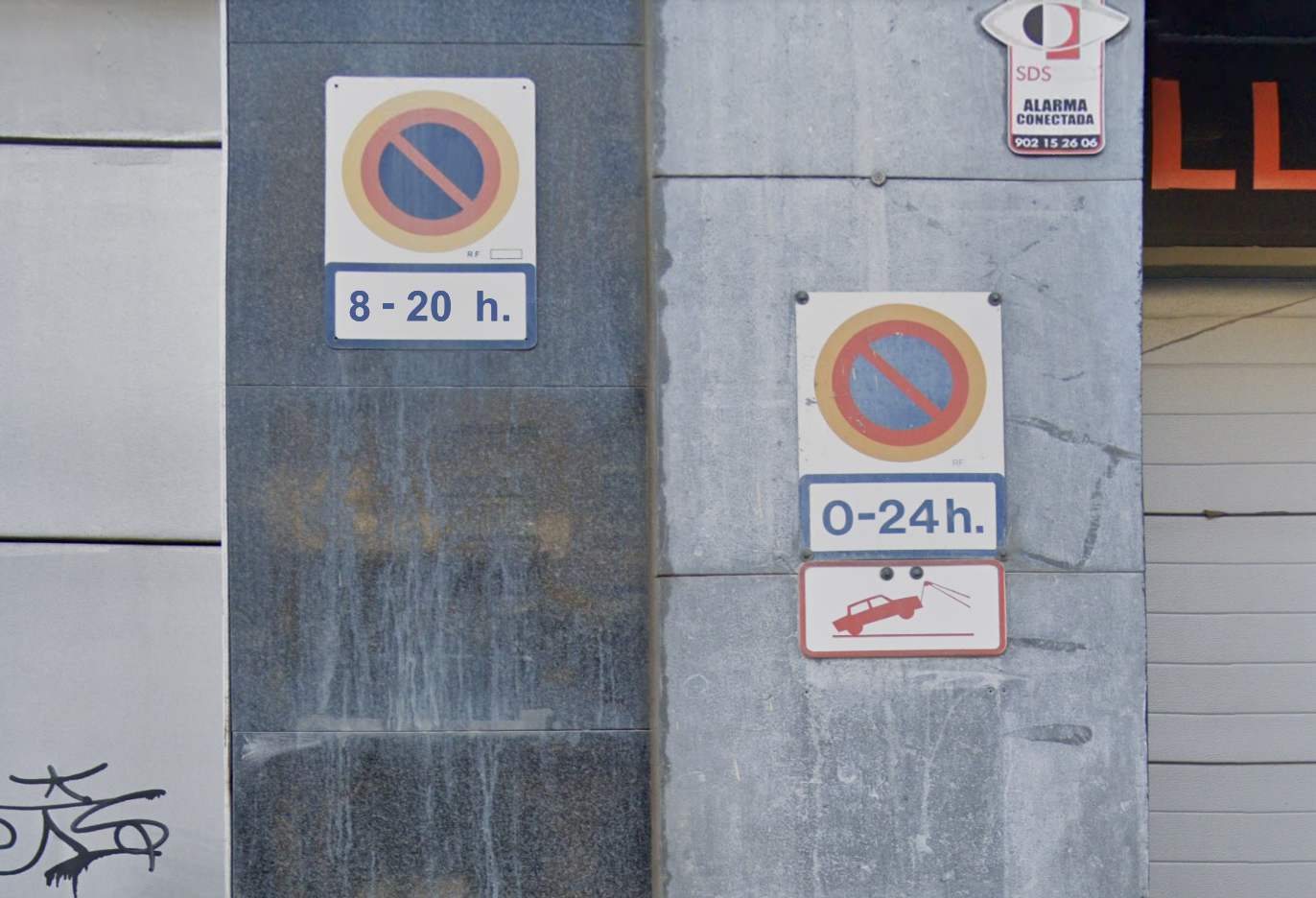
Senyals típics de Barcelona que indiquen la prohibició d'aparcar en uns passos de vehicles. La de l'esquerra de 8 a 20h i la de la dreta permanentment.

El titular del pas de vehicles té l'obligació de senyalitzar-lo amb la col·locació d'un senyal vertical normalitzat segons la normativa de l'Ajuntament. Alguns ajuntaments hi fan incloure el número de llicència del pas.
Hi ha ajuntaments que obliguen o permeten pintar de groc la vorada de la vorera o fer una línia a la calçada, mentre que altres ho prohibeixen.

## Rebaix de la vorada en pas de vehicles
Per a facilitar el pas del vehicle es pot fer un rebaix de la vorada similar al del pas de vianants.
Aquests rebaixos no han de tenir franges senyalitzadores per tal d'evitar que els invidents puguin confondre'ls amb els rebaixos dels passos de vianants.
Es recomana que els passos de vehicles no afectin de cap manera l'itinerari de vianants que el travessen caminant per la vorera.
El codi d'accessibilitat estableix que:
- L'itinerari de vianants que el travessen, no pot quedar afectat en el seu pendent longitudinal.
- L'itinerari de vianants que el travessen, no pot quedar afectat per un pendent transversal superior al 2%.

Tradicionalment s'han rebaixat les vorades deformant part de la vorera, mentre que avui en dia existeixen peces prefabricades per a la formació de rampes, d'amplada màxima 0,60 m., que resolen satisfactòriament la problemàtica que originen les entrades i sortides de vehicles des de l'edificació a la calçada.
Aquestes peces es podran utilitzar sempre que es garanteixi un ample de pas per als vianants d'almenys 120 cm per a permetre el pas d'una cadira de rodes. Si no es pot garantir, s'utilitzaran vorades de secció aixamfranada per facilitar la pujada del vehicle a la vorera.